# Reyes de Epiro

## Reyes mitológicos
- Héleno, hijo de Príamo y Hécuba, reyes de Troya.
- Moloso, hijo de Neoptólemo, hijo de Aquiles, y de Andrómaca, hija de Eetión.

## Reyes de Epiro
- Admeto de Epiro
- Taripo, hijo de Admeto y Ftía

### Dinastía Eácida
| Reyes de Epiro                                        | Período de reinado |
| ----------------------------------------------------- | ------------------ |
| Alcetas I, hijo de Taripo                             | 390-385 a. C.      |
| Neoptólemo I Arribas de Epiro, ambos hijos de Alcetas | 370-360 a. C.      |
| Arribas de Epiro                                      | 360-342 a. C.      |
| Alejandro, hijo de Neoptólemo I                       | 342-326 a. C.      |
| Neoptólemo II, hijo de Alejandro                      | 326-323 a. C.      |
| Arribas de Epiro                                      | 323-322 a. C.      |
| Eácides, hijo de Arribas                              | 322-317 a. C.      |
| Neoptólemo II                                         | 317-313 a. C.      |
| Eácides                                               | 313 a. C.          |
| Alcetas II, hijo de Arribas                           | 313-307 a. C.      |
| Pirro de Epiro, hijo de Eácides                       | 307-302 a. C.      |
| Neoptólemo II                                         | 302-297 a. C.      |
| Pirro de Epiro                                        | 297-272 a. C.      |
| Alejandro II, hijo de Pirro de Epiro                  | 272-240 a. C.      |
| Pirro II, hijo de Alejandro                           | 240-236 a. C.      |
| Ptolomeo de Epiro, hermano de Pirro II                | 236-234 a. C.      |

- Pirro III de Epiro, hijo de Pirro II
- Deidamía de Epiro, hermana de Pirro III

- Datos: Q16625216